# Hans Triebel
Hans Triebel (Dessau, 7 de fevereiro de 1936) é um matemático alemão.

## Obras
- Zur Theorie der quasilinearen elliptischen Differentialgleichungen und Differentialgleichungssysteme. Hab.Schr. v. 8. Juni 1966, Jena, Math.-naturwiss. Fakultät.
- Anmerkungen zur Mathematik. Edition am Gutenbergplatz, Leipzig 2011, ISBN 978-3-937219-52-3. (EAGLE 052)[1]
- Höhere Analysis. 2. Auflage. Harri Deutsch, Frankfurt am Main 1980, ISBN 3-87144-583-5.
  - englisch: Higher Analysis. Barth, Leipzig/ Berlin/ Heidelberg 1992, ISBN 3-335-00321-7.
- Analysis und mathematische Physik. 3. Auflage. Birkhäuser 1989, ISBN 3-7643-2250-0.
  - englisch: Analysis and mathematical physics. Reidel, Dordrecht 1986, ISBN 90-277-2077-0 .
- Functions spaces and wavelets on domains. European Mathematical Society, Zürich 2008, ISBN 978-3-03719-019-7. (European Mathematical Society Tracts, 7)
- Theory of Function Spaces. Birkhäuser, Basel
  - Band 1, 1983, ISBN 3-7643-1381-1.
  - Band 2, 1992, ISBN 3-7643-2639-5.
  - Band 3, 2006, ISBN 3-7643-7581-7.
- The Structure of Functions. Birkhäuser, Basel 2001, ISBN 3-7643-6546-3.
- Fractals and Spectra: related to Fourier analysis and functions spaces. Birkhäuser,, Basel 1997, ISBN 3-7643-5776-2; Boston 1997, ISBN 0-8176-5776-2.
- com David Edmunds: Function spaces, entropy numbers and differential operators. Cambridge University Press, 1996 ISBN 0-521-56036-5. (Cambridge Tracts in Mathematics 120)
- Interpolation theory, function spaces, differential operators. 2. Auflage. Barth, Heidelberg 1995, ISBN 3-335-00420-5.
- com Hans-Jürgen Schmeisser: Topics in Fourier analysis and function spaces. Chichester, Wiley 1987, ISBN 3-321-00001-6.
- Spaces of Besov-Hardy-Sobolev-Type. Teubner, Leipzig 1978, DNB 790081474.
- Fourier analysis and function spaces – selected topics. Teubner, Leipzig 1977, DNB 770210023.
- Bibliographie Hans Triebel (Oktober 2011)[2]
- Dorothee Haroske (Ed.): Function spaces, differential operators and nonlinear analysis : the Hans Triebel anniversary volume. Verlag Birkhäuser, Basel/ Boston/ Berlin 2003, ISBN 3-7643-6935-3. (online, ISBN 978-3-0348-8035-0 )